# Rohozná (Vysočina)
Rohozná é uma comuna checa localizada na região de Vysočina, distrito de Jihlava.